# Sambor (herb szlachecki)
Sambor (Szambor) – polski herb szlachecki z nobilitacji.

## Opis herbu
Opis herbu z wykorzystaniem zasad blazonowania, zaproponowanych przez Alfreda Znamierowskiego:
W polu błękitnym lew wspięty srebrny, w koronie złotej.
Klejnot: pół lwa wspiętego, srebrnego.
Labry czerwono-błękitne, podbite srebrem.

## Najwcześniejsze wzmianki
Nadany Andrzejowi Samborowi, 10 czerwca 1593.

## Herbowni
Ponieważ herb Sambor był herbem własnym, prawo do posługiwania się nim przysługuje tylko jednemu rodowi herbownemu:
Sambor (Szambor).